# 紐里主教座堂

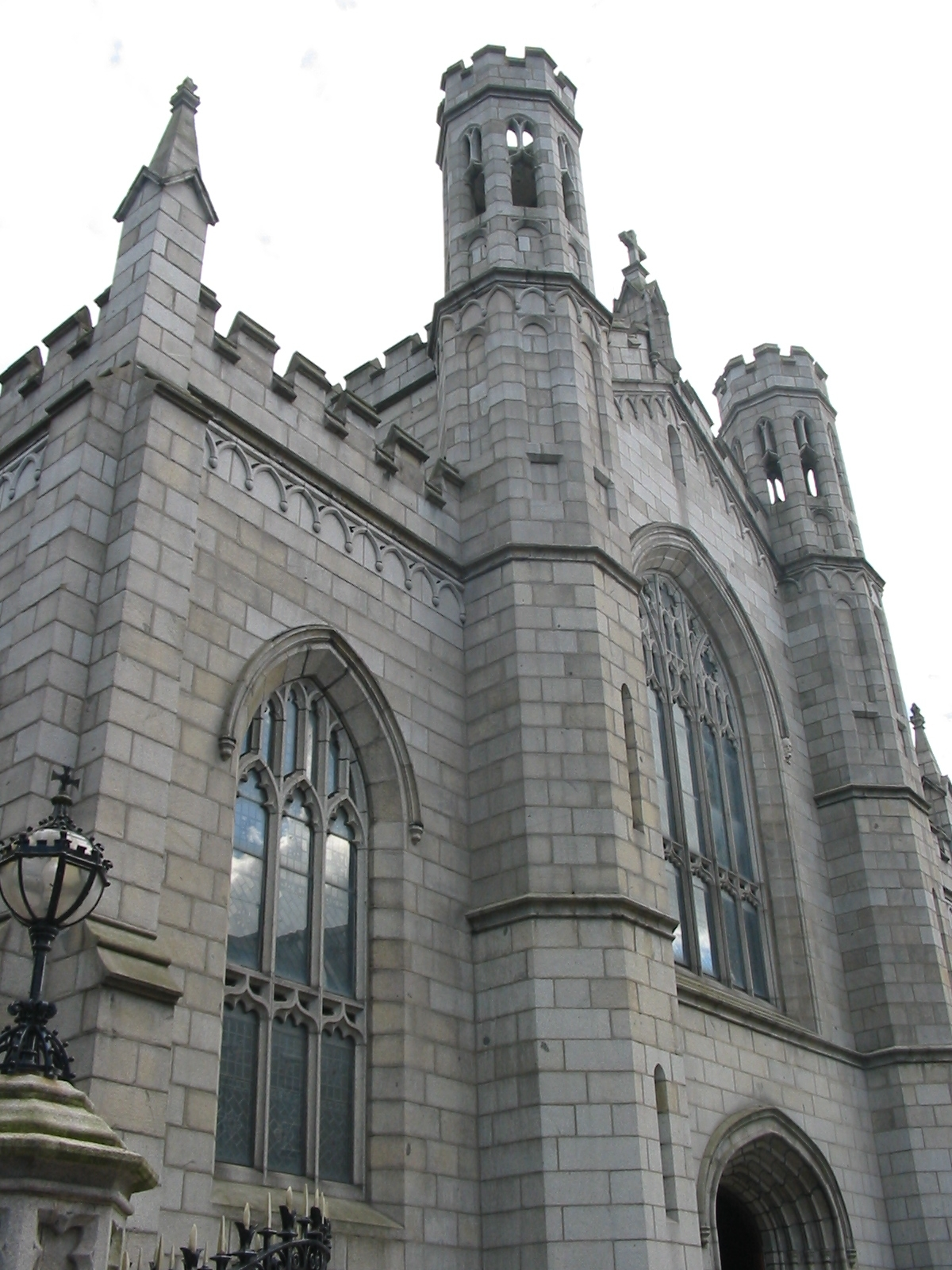
紐里主教座堂

紐里主教座堂（英語：Newry Cathedral）是位於英國北愛爾蘭城市紐里的一座羅馬天主教的主教座堂。這座教堂是天主教德羅莫爾教區的主教座堂。這座教堂於1825年開始修建，並在1829年竣工。現在這座教堂是A級登錄建築。

## 外部連結
This article incorporates text from the entry "Diocese of Dromore （页面存档备份，存于）" in the public-domain Catholic Encyclopedia of 1909.
- Diocese of Dromore homepage （页面存档备份，存于）